# Юренджик
Юренджик или Певка (на гръцки: Πεύκα, до 1955 година Ρετζίκι, Рендзики или катаревуса Ρετζίκιον, Рендзикион) е северно предградие на град Солун, Гърция. Част е от дем Неаполи-Сикиес и населението му е 6434 жители (2001). Площта му е 1,8 km2, а гъстотата на населението е 3574 жители/km2.
В 1913 година след Междусъюзническата война Юренджик остава в Гърция. В 1928 година Рендзик е бежанско село с 54 бежански семейства и 214 жители бежанци.